# Saorge
Saorge (italienisch Saorgio) ist eine französische Gemeinde mit 432 Einwohnern (Stand 1. Januar 2022) im Département Alpes-Maritimes in der Region Provence-Alpes-Côte d’Azur. Sie gehört zum Arrondissement Nizza und zum Kanton Contes. Die Bewohner nennen sich Saorgiens.
Von der Vereinigung Les Plus Beaux Villages de France wurde der Ort 2023 zu einem der schönsten Dörfer Frankreichs erklärt.

## Geografie
Die Gemeinde liegt in den französischen Seealpen. Saorge grenzt im Norden an Fontan, im Nordosten an La Brigue, im Osten an Italien, im Süden an Breil-sur-Roya, im Westen an La Bollène-Vésubie und Belvédère und im Nordwesten an Tende.
Der Fluss Roya durchquert von Tende kommend Saorge und fließt anschließend nach Fontan weiter. Diese Ortschaften befinden sich im Grenzbereich zu Italien sowie an der Tendabahn, welche durch die italienischen Ferrovie dello Stato befahren wird.

## Geschichte
Die Region gehörte zur Grafschaft Nizza. Zwischen 1388 und 1860 war Saorge Teil von Sardinien-Piemont, bis es an Frankreich fiel. Im Juni 1793 trafen die Armeen der Ersten Französischen Republik und Sardiniens aufeinander. In der ersten Schlacht von Saorge (8. bis 12. Juni 1793) unterlag Frankreich; in der zweiten Schlacht von Saorge vom 24. bis zum 28. April 1794 siegte Frankreich und die Franzosen entrissen Piemont die Stadt. Nach Napoleons Verbannung fiel der Ort wieder an Sardinien-Piemont.

### Bevölkerungsentwicklung
| Jahr      | 1962 | 1968 | 1975 | 1982 | 1990 | 1999 | 2008 | 2012 |
| --------- | ---- | ---- | ---- | ---- | ---- | ---- | ---- | ---- |
| Einwohner | 520  | 508  | 330  | 322  | 362  | 396  | 434  | 444  |

## Sehenswürdigkeiten
Siehe: Liste der Monuments historiques in Saorge

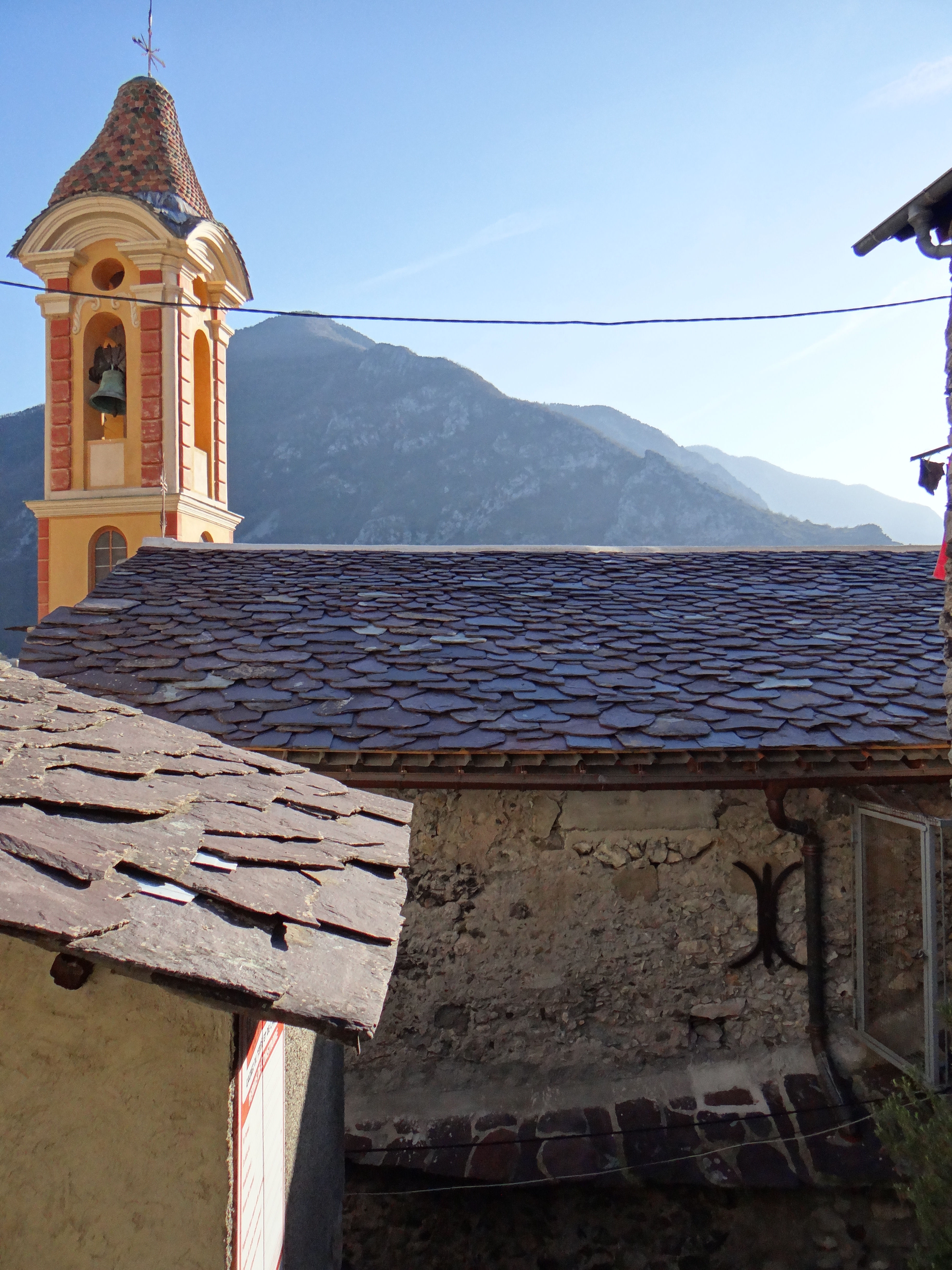
Chapelle des Pénitents blancs
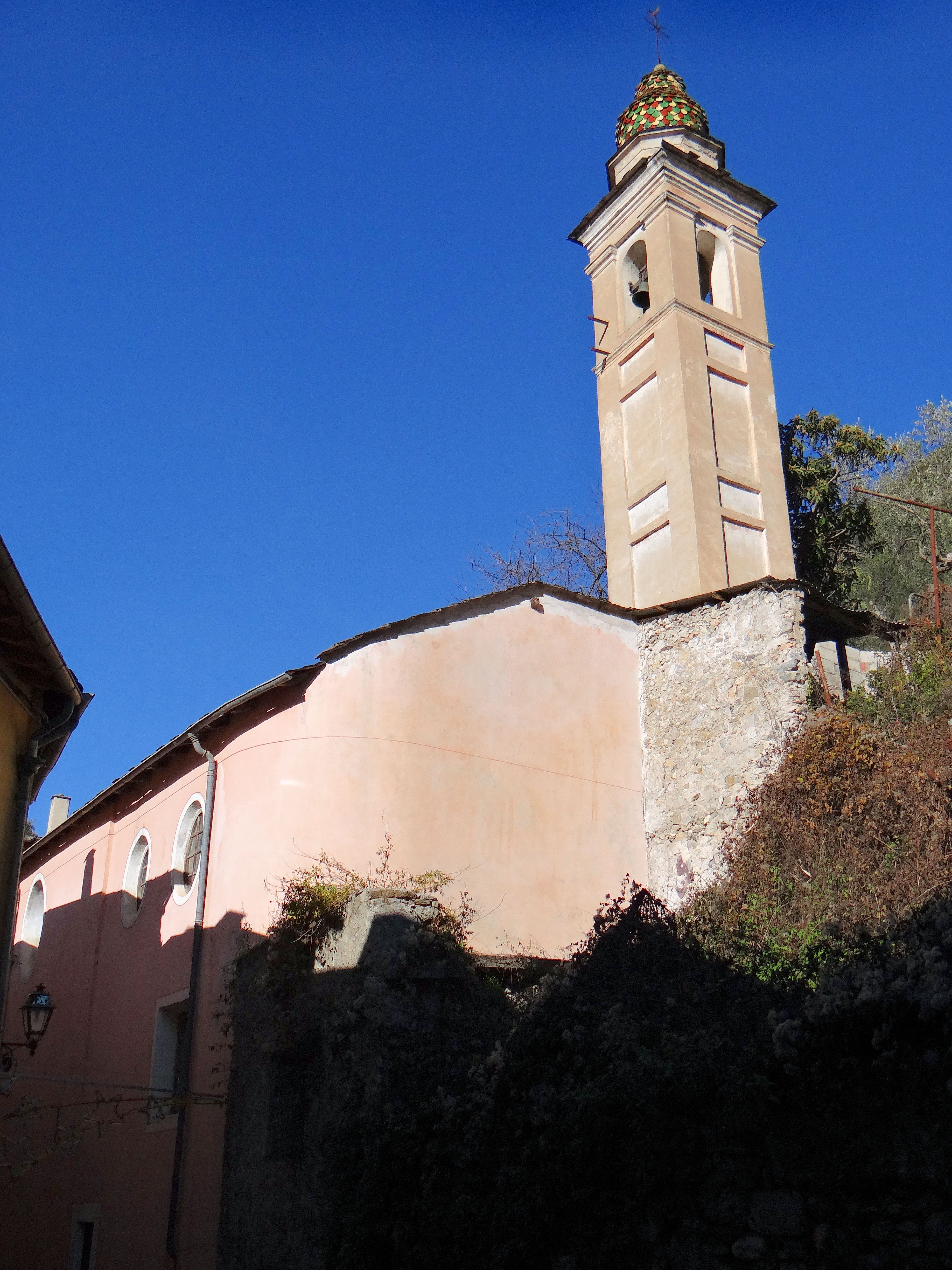
Chapelle des Pénitents noirs
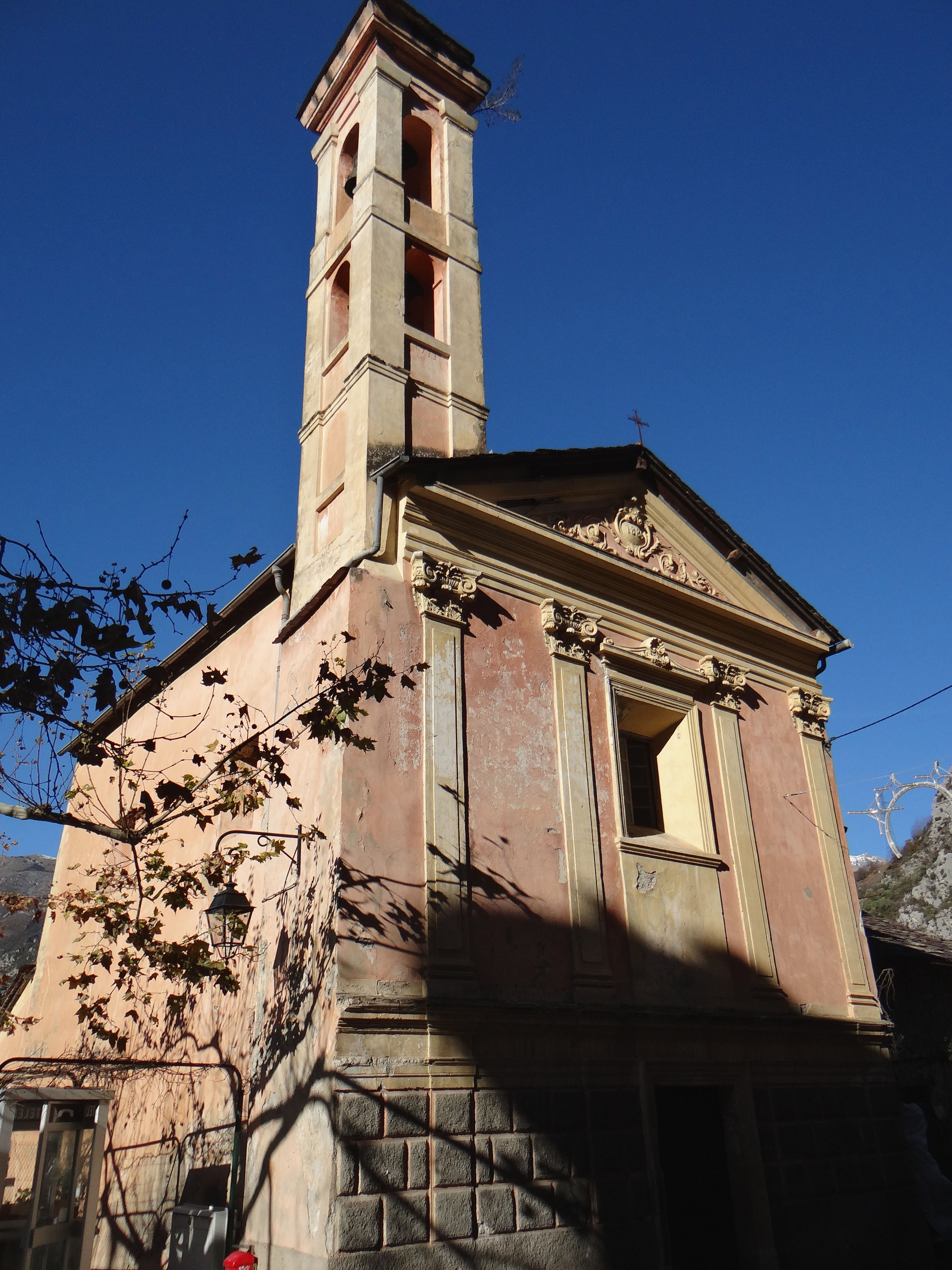
Chapelle des Penitents rouges
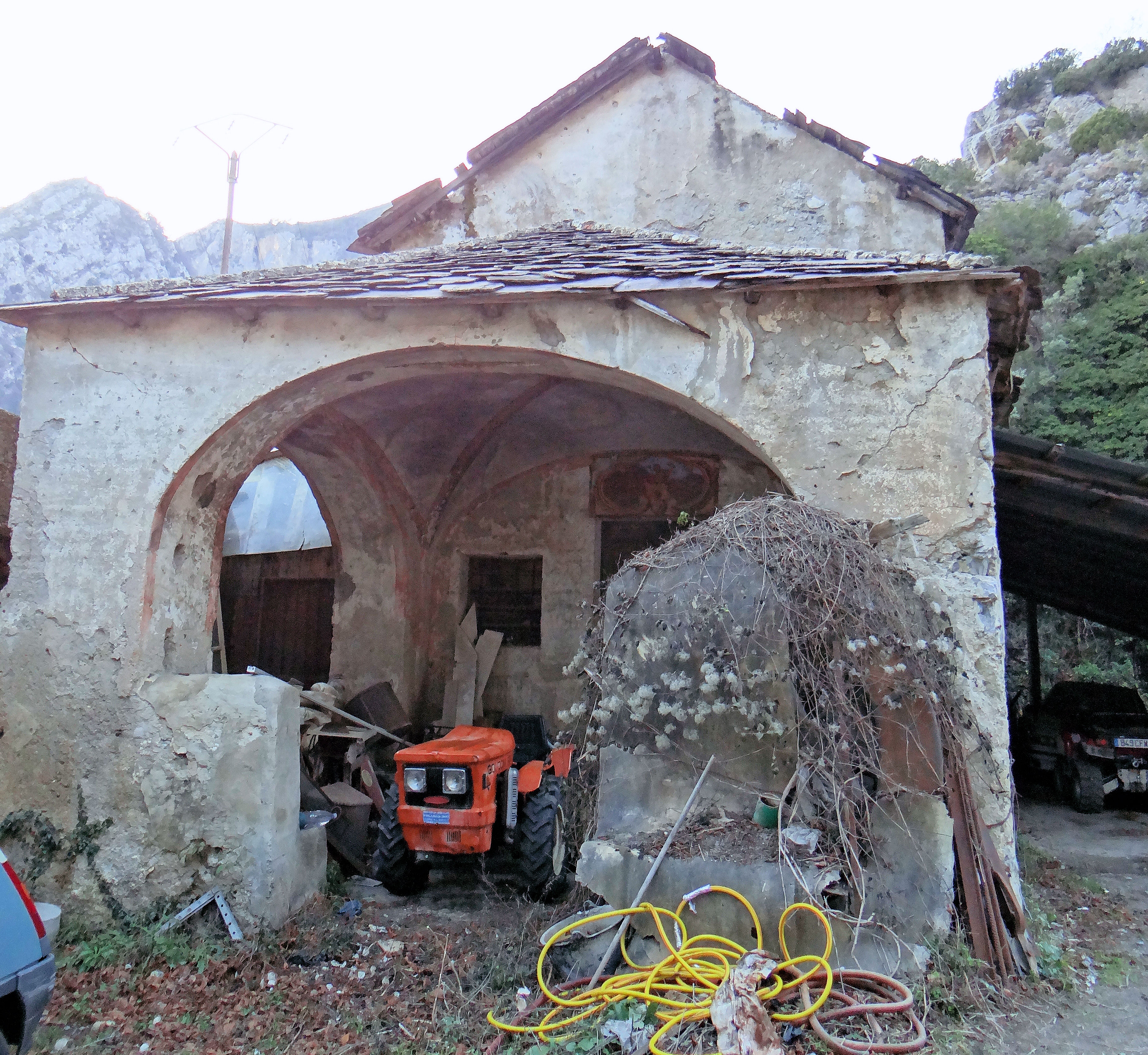
Kapelle Saint-Roch
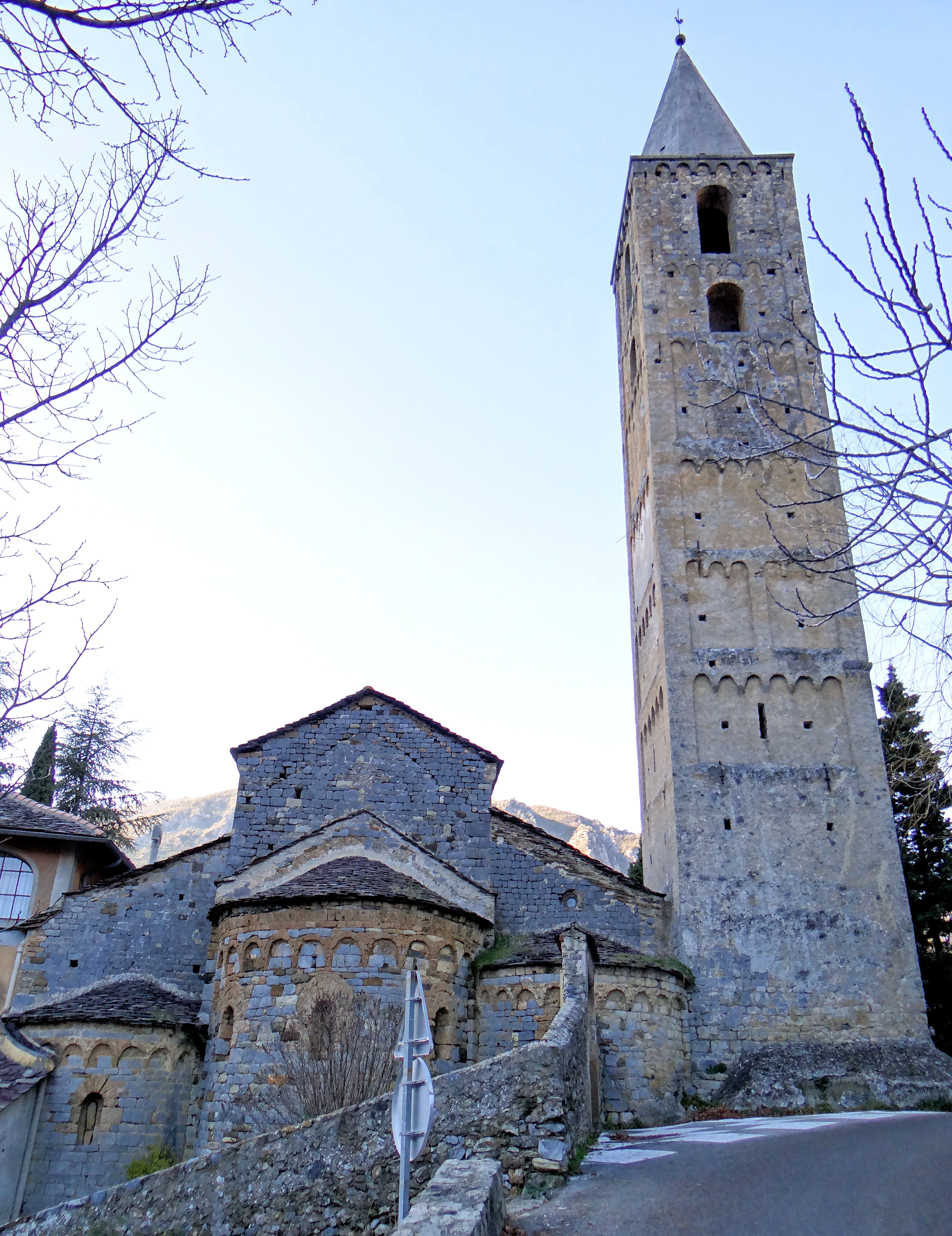
Kirche Église de la Madone del Poggio
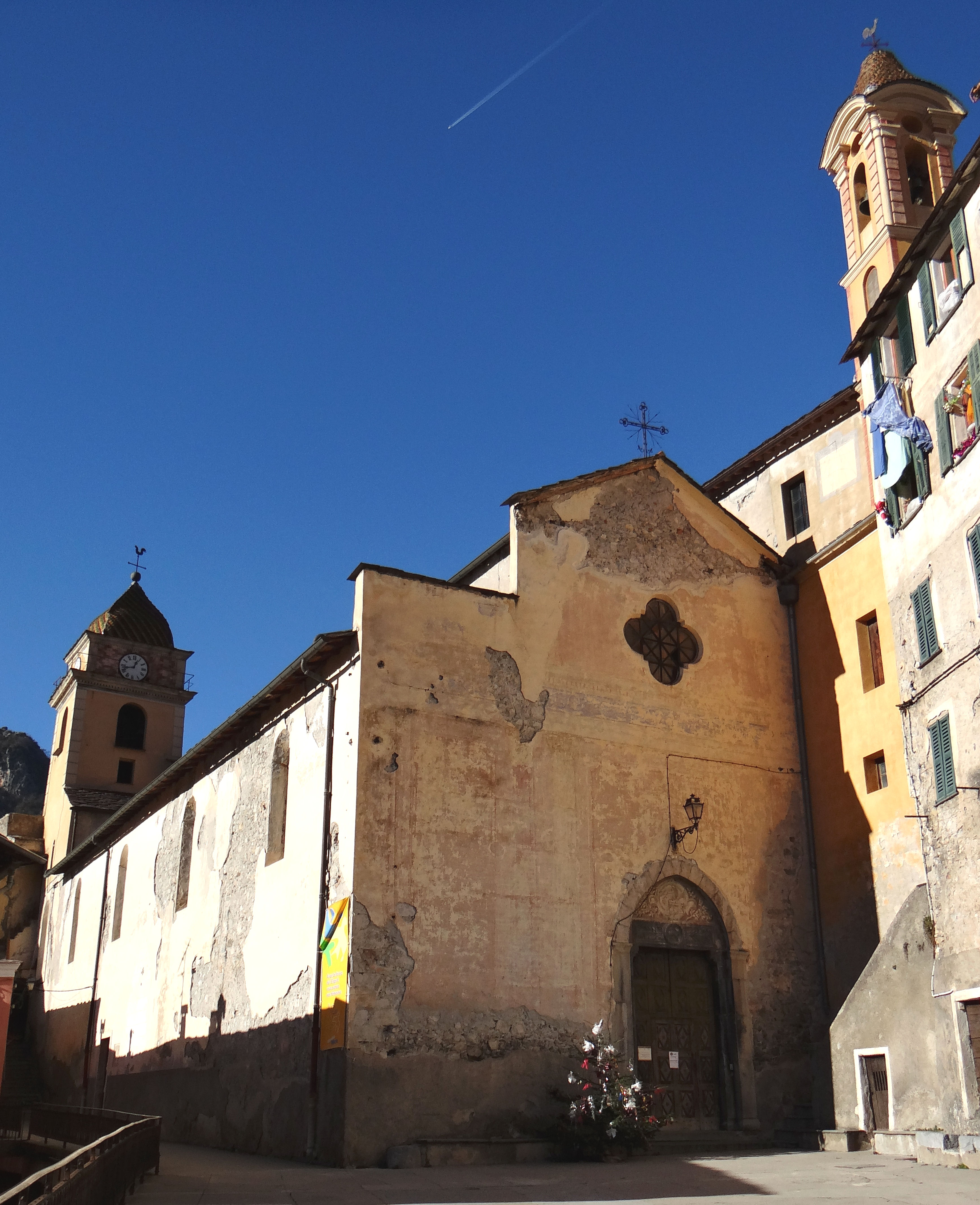
Kirche Église Saint-Sauveur

## Persönlichkeiten
- Giovanni Battista Audiffredi (1714–1794), italienischer Dominikaner und Gelehrter